# Nicktoons Racing
Nicktoons Racing è un simulatore di guida della Nickelodeon pubblicato per PlayStation, Nintendo 64, Game Boy Advance, Game Boy Color e PC. 

## Trama e caratteristiche del gioco
La trama del gioco è molto semplice: un misterioso personaggio vestito di nero e con una macchina nera, che si fa chiamare il "Cavaliere Misterioso" (nella versione originale Mistery Racer), invita un gran numero di protagonisti dei cartoni Nickelodeon a partecipare ad una corsa di macchine; la ricompensa per il vincitore sarà (secondo il manuale della versione italiana) il Premio Grande Focaccia Croccante di Granchi (in inglese Krusty Krab Big Bun Award). Il giocatore dovrà affrontare in tutto 12 corse articolate in 3 gare di 4 corse ciascuna (nella prima gara, la più facile, basterà arrivare terzo nella classifica complessiva dopo 4 corse per essere ammesso alla seconda gara; nella seconda bisogna posizionarsi almeno secondo o primo; nell'ultima bisogna assolutamente essere primi). Alla fine si scoprirà che il "Cavaliere Misterioso" è Plankton.
Ogni personaggio, tranne il "Cavaliere Misterioso", può essere utilizzato dal giocatore; una caratteristica è la presenza di "abilità speciali" che il giocatore potrà ottenere passando con l'automobile sopra dei pacchi regalo. Queste abilità permettono di stordire gli avversari, o aumentare temporaneamente la propria velocità e simili, e ricordano ironicamente i personaggi Nicktoons (ad esempio il borotalco di Tommy dei Rugrats, che per qualche secondo fa vedere tutto bianco alle macchine dietro, o la medusa di Spongebob che "fulmina" per qualche secondo facendolo fermare l'avversario davanti).

## Personaggi
- SpongeBob SquarePants (SpongeBob)
- Patrick Stella (SpongeBob SquarePants)
- Sheldon J. Plankton (SpongeBob) come "Cavaliere Misterioso"
- Eliza Thornberry (La famiglia della giungla)
- Darwin (La famiglia della giungla)
- Ickis (Aaahh!!! Real Monsters)
- Stimpy (The Ren & Stimpy Show)
- Norbert Beaver (Catastrofici castori)
- Daggett Beaver (Catastrofici castori)
- Cat e Dog (CatDog)
- Helga Pataki (Hey Arnold!)
- Arnold (Hey Arnold!)
- Sid (Hey Arnold!)
- Tommy Pickles (Rugrats)
- Angelica Pickles (Rugrats)
- Phil e Lil (Rugrats)
- Doug Funnie (Doug)
- Otto Rocket (Rocket Power - E la sfida continua...)

## Requisiti minimi di sistema
- Sistema operativo: Windows 95/98
- Processore: Pentium 166 MHz o superiore
- Memoria: 32 MB di RAM
- Spazio su disco: 50 MB disponibili
- Lettore di CD-ROM: 4X
- Video: Scheda video SVGA da 2MB, compatibile con Windows 95/98
- DirectX: DirectX, versione 7.0 (inclusa) o superiore
- Mouse: Necessario